# Marsteinen
Der Marsteinen (norwegisch für Meeresstein) ist ein Nunatak an der Prinzessin-Martha-Küste des ostantarktischen Königin-Maud-Lands. Am nördlichen Ende des Ahlmannryggen ragt er 10 km nordöstlich des Valken auf.
Norwegische Kartografen, die den Hügel auch benannten, kartierten ihn anhand von Luftaufnahmen und Vermessungen der Norwegisch-Britisch-Schwedischen Antarktisexpedition (1949–1952) und Luftaufnahmen, die zwischen 1958 und 1959 bei der Dritten Norwegischen Antarktisexpedition (1956–1960) erstellt worden sind.